# Pia Gadd

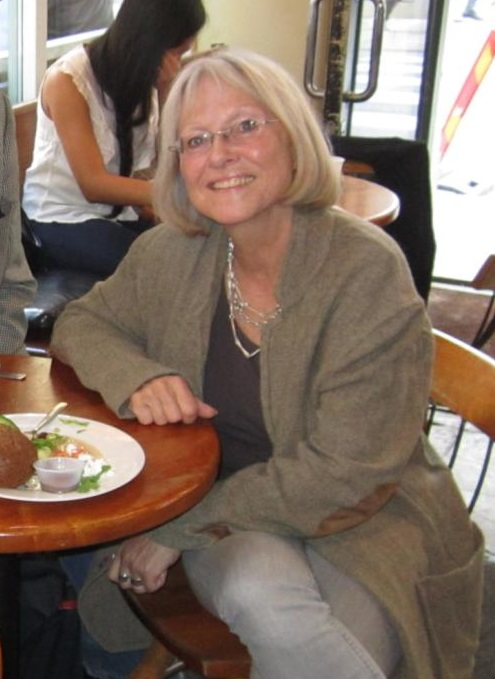
Pia Gadd

Christina Pia Gadd, född 11 juli 1945 i Göteborgs Kristine församling, är en svensk journalist och författare.
Pia Gadd är dotter till konstnärerna Karl-Axel och Bibbi Gadd, ogift Bergqvist, samt syster till koreografen Ulf Gadd. Efter Journalisthögskolan i Göteborg började hon 1969 på Expressen i Göteborg och arbetade från 1981 på tidningens redaktion i Stockholm som TV-recensent och nöjesreporter, nyhetsjournalist och featurereporter. 1978 läste hon religionsvetenskap och idé- och lärdomshistoria på Göteborgs universitet. 
Sedan 1990 har hon arbetat som bland annat frilansjournalist, radioproducent och P1-presentatör samt författare.  Pia Gadd är sambo med nationalekonomen och författaren Stefan de Vylder.
April 1996 – december 2014 var Pia Gadd nämndeman vid Stockholms tingsrätt.